# Katsuragi (Nara)
Katsuragi (葛城市 Katsuragi-shi?) es una ciudad localizada en la prefectura de Nara, Japón. En julio de 2019 tenía una población estimada de 36.933 habitantes y una densidad de población de 1.095 personas por km². Su área total es de 33,72 km².
La ciudad fue fundada el 1 de octubre de 2004, luego de la fusión de los pueblos de Shinjō y Taima, del distrito de Kitakatsuragi.
La ciudad adoptó en 2009 una mascota oficial llamada Renka-chan, que es la personalización de una miko al estilo kawaii.

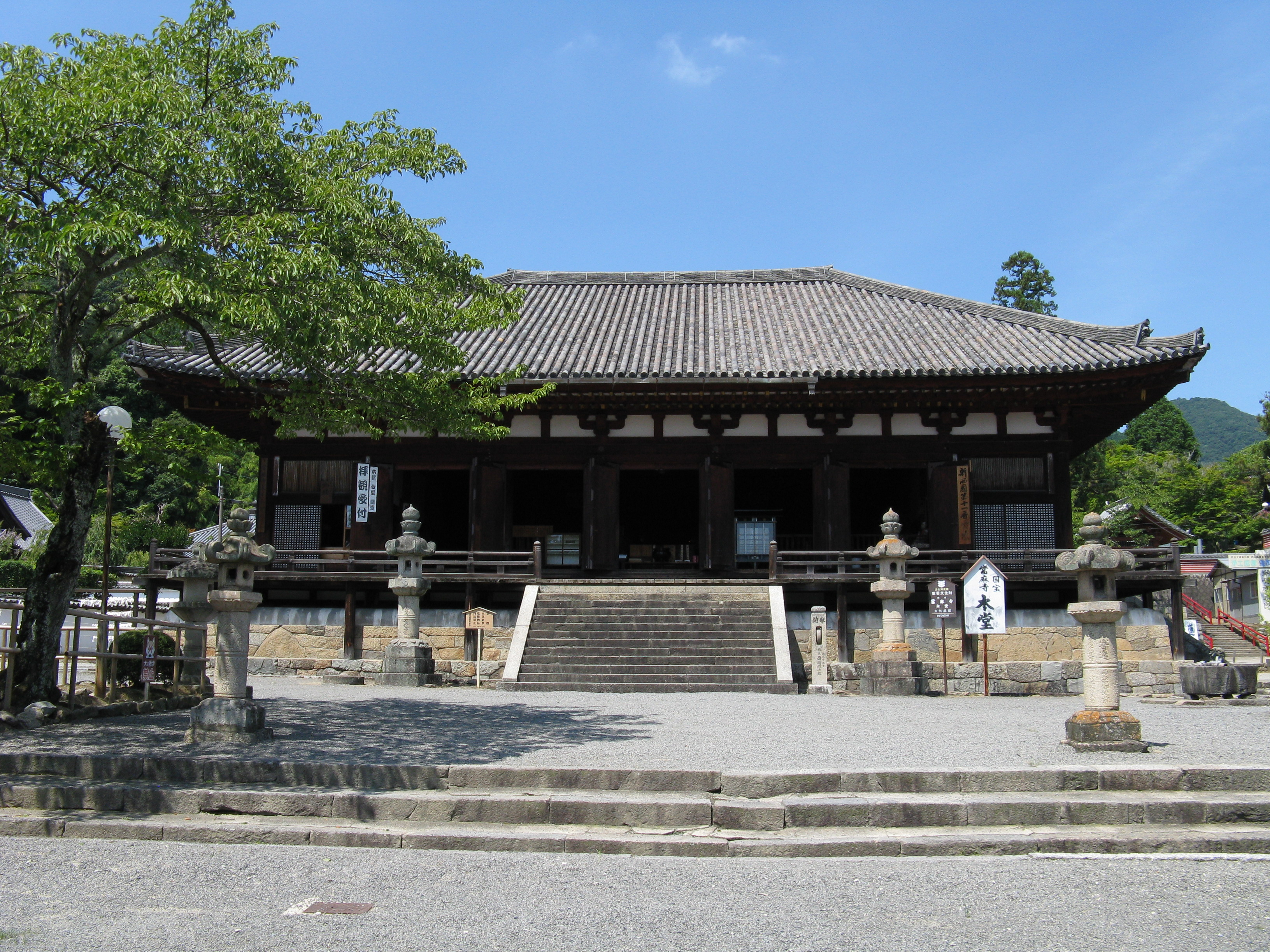
Taima-dera

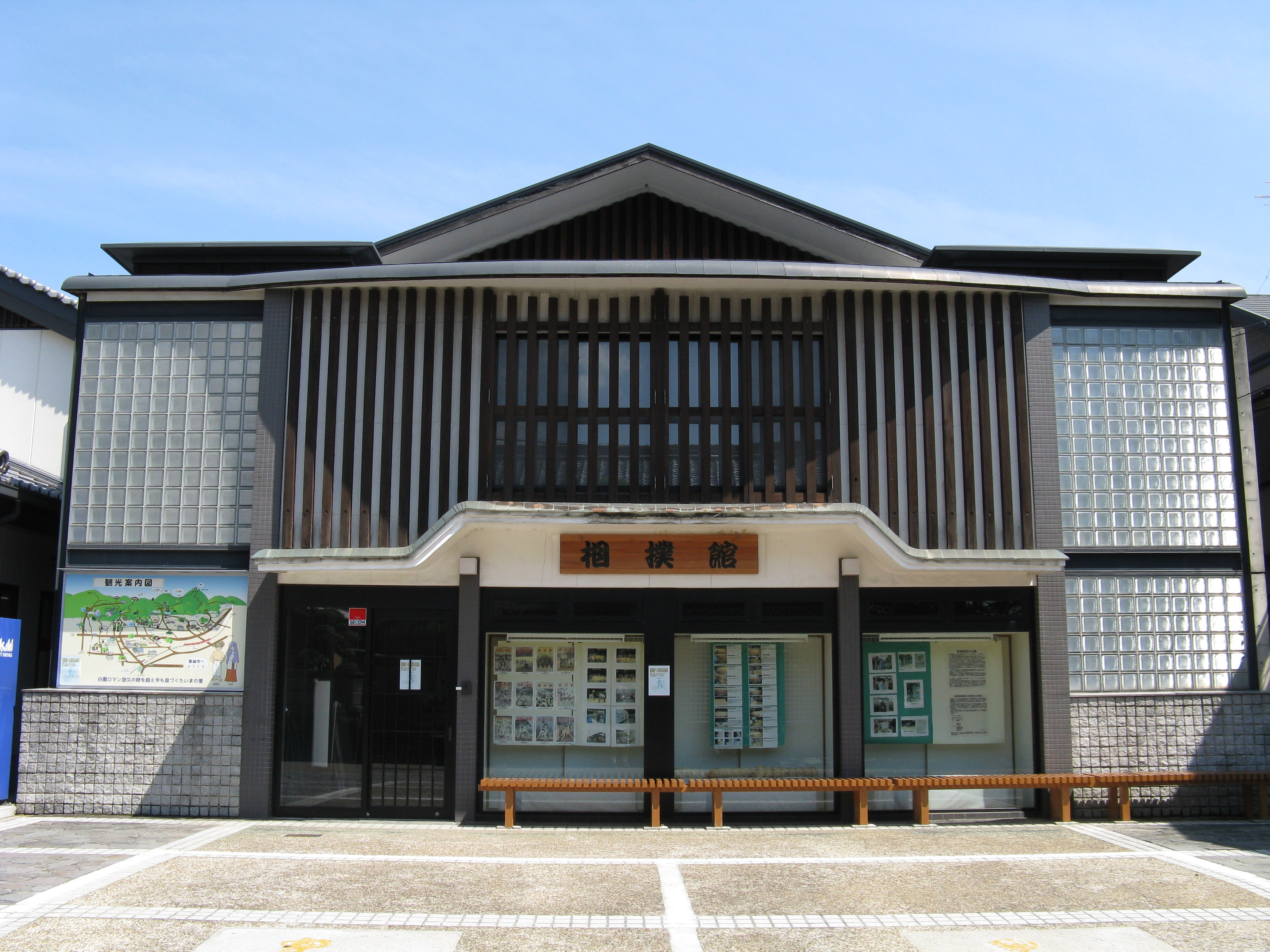
Katsuragi-shi Sumōkan

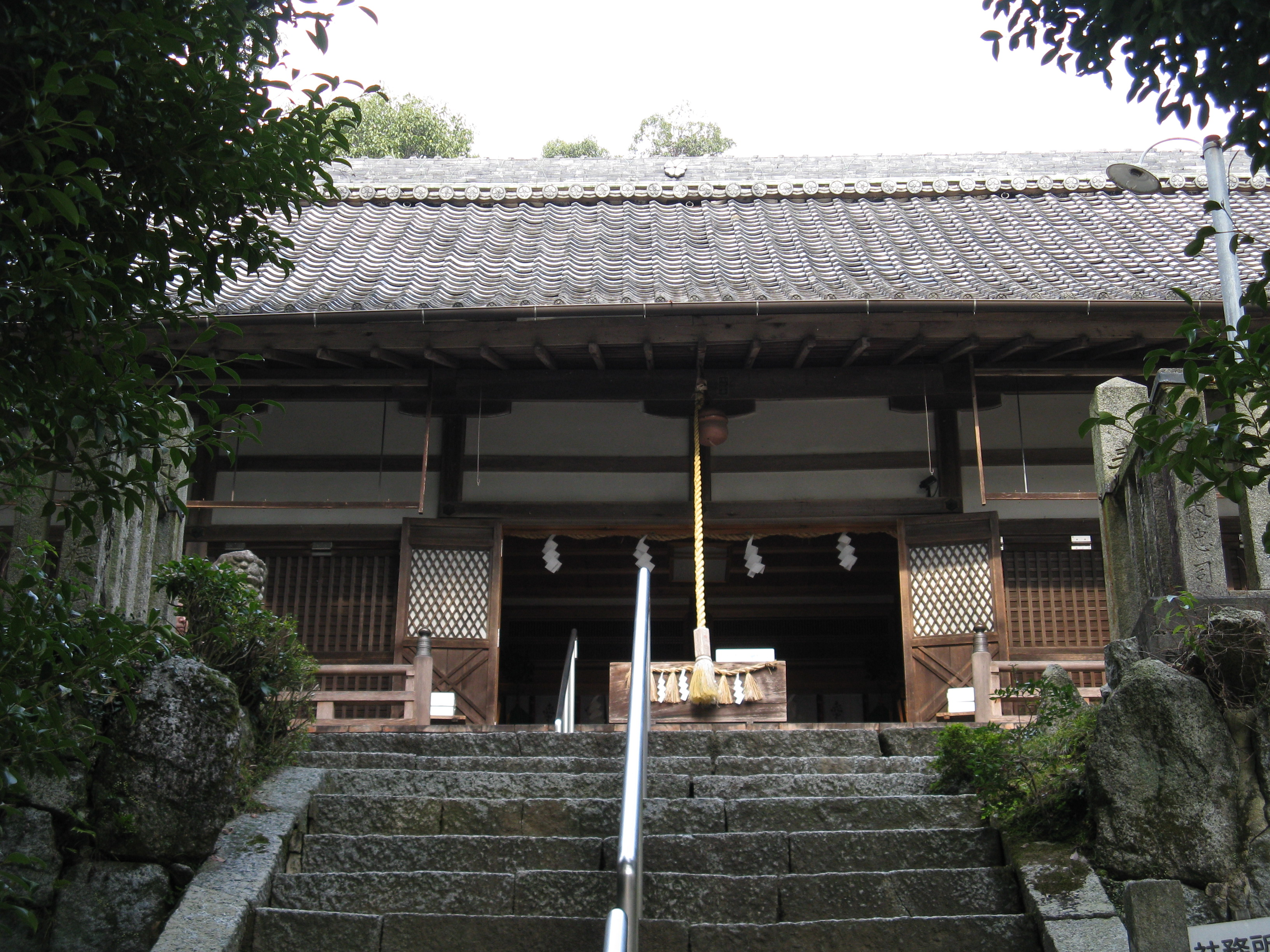
Santuario Katsuragi-imasuhonoikazuchi

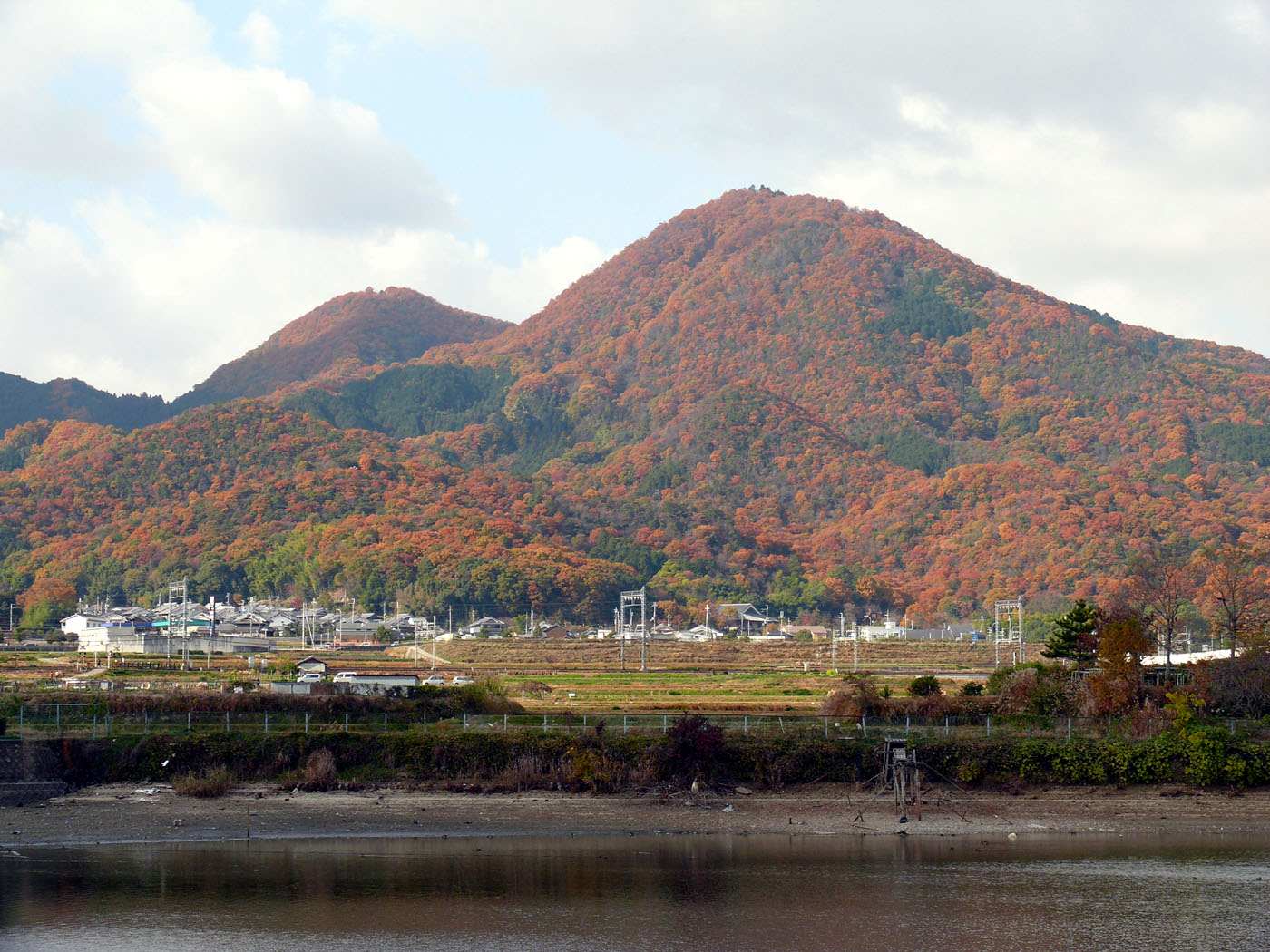
Monte Nijō

## Geografía
Dentro de su territorio se ubican el monte Yamatokatsuragi, el monte Nijō y el río Takada.

### Localidades circundantes
- Prefectura de Nara
  - Yamatotakada
  - Gose
  - Kashiba
- Prefectura de Osaka
  - Taishi
  - Kanan

## Demografía
Según datos del censo japonés, la población de Katsuragi se ha mantenido estable en los últimos años.
| Año del censo | Población |
| ------------- | --------- |
| 1995          | 34.436    |
| 2000          | 34.950    |
| 2005          | 34.985    |
| 2010          | 35.859    |
| 2015          | 36.635    |

## Ciudades hermanadas
- Shinjō, prefectura de Yamagata, Japón
- Shinjō, prefectura de Okayama, Japón
- Tōma, Hokkaidō, Japón

## Sitios de interés
- Katsuragi-shi Sumōkan
- Taima-dera (Tesoro Nacional de Japón)
- Museo de Historia de Katsuragi
- Shinjō-futazuka-kofun
- Castillo Nijō-san
- Santuario Katsuragi-imasuhonoikazuchi